# Corticarina leleupi
Corticarina leleupi es una especie de coleóptero de la familia Latridiidae.

## Distribución geográfica
Habita en Congo, Kinshasa.